# Puente del Centenario
El puente del Centenario es un puente atirantado situado en Sevilla (Andalucía, España) que permite cruzar por la ronda de circunvalación SE-30 sobre la dársena del río Guadalquivir. Es el puente situado más al sur de la ciudad y el primero desde la desembocadura del río Gualdalquivir.

## Nombre
Su nombre oficial hace referencia al lugar donde está ubicado, el "muelle del Centenario", llamado así porque la inauguración de dicho muelle se dedicó a conmemorar los 100 años de la Junta de Obras del Puerto de Sevilla, cuya efemérides tuvo lugar en 1972. Popularmente, se le refiere erróneamente como Puente del V Centenario, ya que su inauguración fue muy cercana en el tiempo a la Expo '92, que estaba relacionada con el V Centenario del descubrimiento de América.

## Descripción
Es un puente atirantado de cinco vanos de 48 m-102 m-265 m-102 m-48 m. Cada uno de los dos grandes apoyos, consta de dos pilares de 6 × 4,5 × 102 m separados entre sí 26,5 m y unidos por la parte superior y  por debajo del tablero a 40 m de altura. Estos dos pórticos disponen en determinadas zonas de refuerzos de acero estructural tipo corten de alta resistencia a la corrosión. De estos apoyos parten el total de los 88 tirantes de entre 25 y 145 m de longitud, once a cada lado de cada uno de los 4 pilares formados por entre 36 y 78 cordones de acero dentro de una vaina doble de polietileno de alta densidad a los cuales se inyectó una lechada de cemento. El tablero de 22 m de anchura en la zona del puente —32 en los viaductos de acceso al mismo— está a una altura máxima de 45 metros sobre el Guadalquivir para no entorpecer el paso de barcos a la zona portuaria.

## Historia

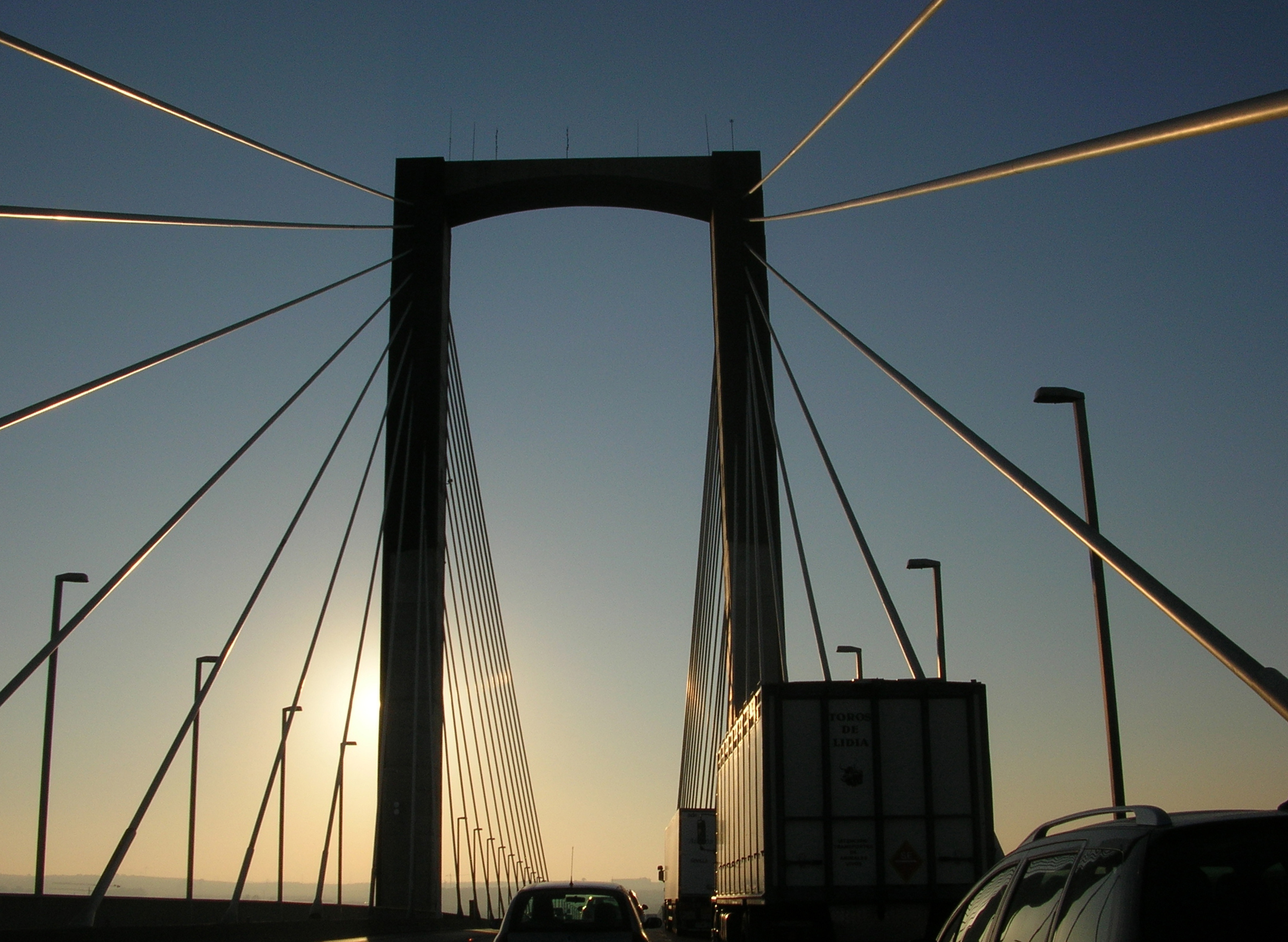
Vista de uno de los arcos desde la SE-30.

El puente, al igual que la mayoría del recorrido de la SE-30, fue diseñado entre 1986 y 1987 con dos carriles por sentido, mediana separadora de hormigón y dos pequeños arcenes. Tras recibir el MOPU informes desfavorables de los técnicos sobre la evolución del tráfico en la capital se decidió que la ronda de circunvalación tuviera 3 carriles por sentido en todo su recorrido,sin embargo era tarde para modificar el proyecto del puente que ya había comenzado a construirse, y que en caso de modificarse el proyecto, no hubiera estado concluido a tiempo para el inicio de los actos previstos para 1992.
Fue inaugurado el 15 de noviembre de 1991 por el entonces ministro de obras públicas Josep Borrell. Tras su inauguración, en marzo de 1992, se adoptó una solución provisional y de emergencia para tratar de paliar su saturación, que fue el eliminar la mediana de hormigón, y los arcenes, para habilitar un tercer carril por sentido, pero que en la zona atirantada, debían reducirse a dos por sentido y un carril reversible. En el año 1998, se consideraba que el puente estaba al límite de su capacidad con 76 000 vehículos diarios, en 2010 con 106 000 soportaba el doble de tráfico que en el momento de su apertura, y en 2012 alcanzó los 116 000 vehículos diarios.
El 24 de noviembre de 2000 se convocó un concurso para la obra de acondicionamiento de los sistemas de control del carril reversible del Puente del Centenario. que fue adjudicado el 30 de marzo de 2001 a Sainco Tráfico Sociedad Anónima y Etralux Sociedad Anónima en unión temporal de empresas por 321 212 748 pesetas
En el año 2005, para intentar descongestionar el puente se barajó tanto la construcción de un segundo tablero bajo el actual, como la de un túnel bajo la dársena, aunque se desecharon ambas opciones, por lo que la única opción contemplada en aquellos momentos fue la construcción de los túneles bajo el Guadalquivir de la SE-40 aguas abajo.
Es uno de los puntos negros del entramado viario de Sevilla, en el que desde su inauguración hasta octubre de 2012 se produjeron 6 víctimas mortales, aunque ninguna desde la instalación de 8 puntos de control de velocidad mediante radares en febrero de 2006 con una limitación de la velocidad en el tramo atirantado de 60 km/h. En 2010, estos radares, impusieron el 15% de las multas de la provincia de Sevilla. Otro peligro añadido es la estrechez de sus carriles.
En julio de 2018, el Ministerio de Fomento, presenta un proyecto para la ampliación del tablero a 6 carriles (3 por sentido), debido a la gran cantidad de atascos que se producen diariamente y la apertura del centro comercial Palmas Altas en 2019. El 1 de septiembre de 2020, el gobierno abrió la licitación de la obra de sustitución de los tirantes, que estaban al final de su vida útil, y ampliación en un carril del puente del Centenario. El proyecto de sustitución de los 88 tirantes del puente así como la ampliación en un carril de la plataforma fue adjudicado el 14 de abril de 2021 a Acciona en UTE con Tecade y Freyssenet por 71,4 millones de euros con un plazo propuesto de ejecución de 27 meses.

## Sobrenombre popular
Debido a que durante su construcción, las gentes de Sevilla le veían una cierta semejanza con el Golden Gate Bridge de San Francisco, el puente recibió durante las obras el sobrenombre popular de "Paquito"., llegando a aparecer en Google maps con dicha denominación.

## Galería de imágenes

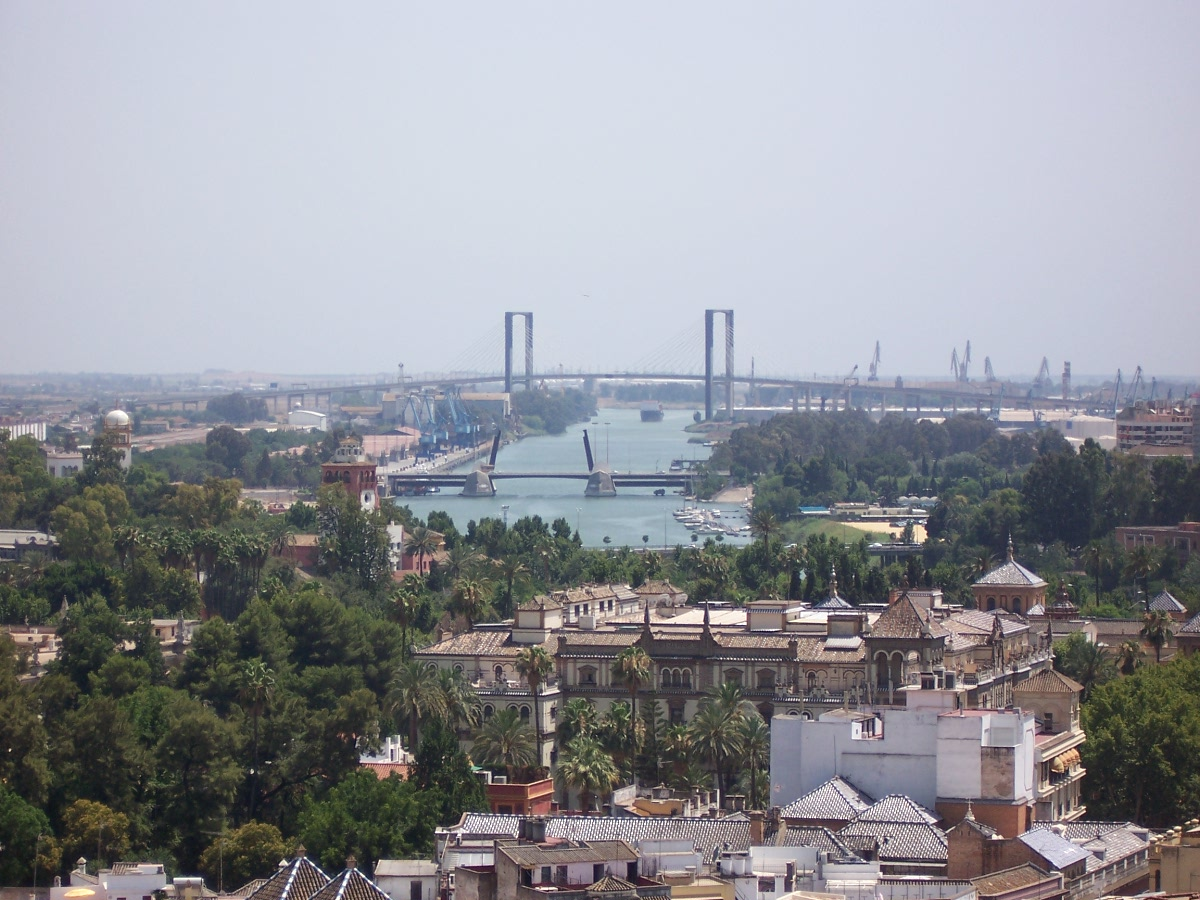
Imagen del Puente del Centenario desde la Giralda
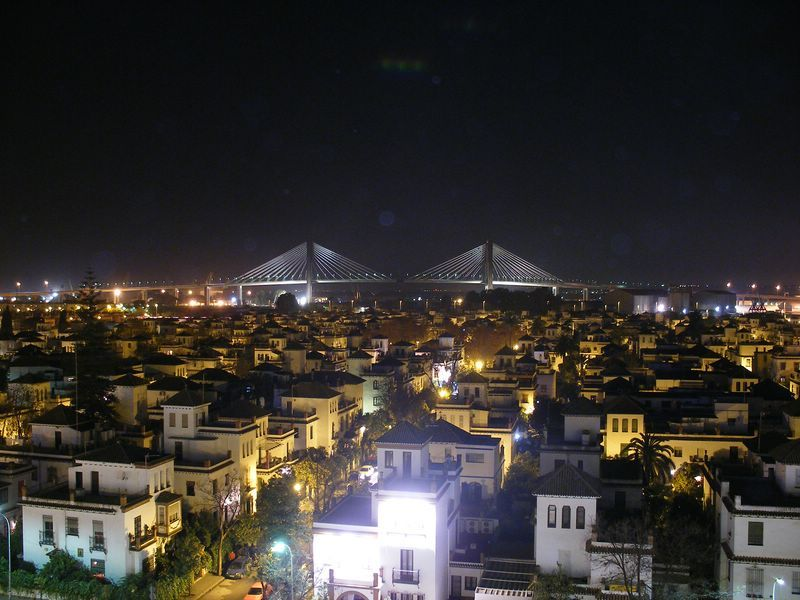
Imagen del Puente del Centenario de noche desde el estadio Benito Villamarín
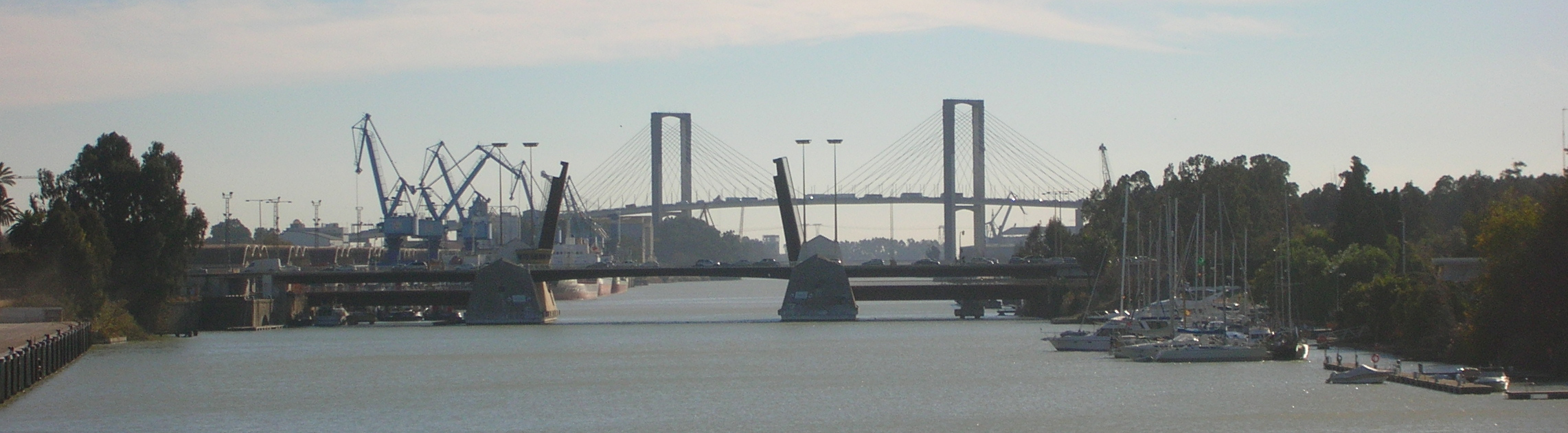
Vista del puente al fondo tras el Puente de las Delicias, fotografiado desde el Puente de los Remedios
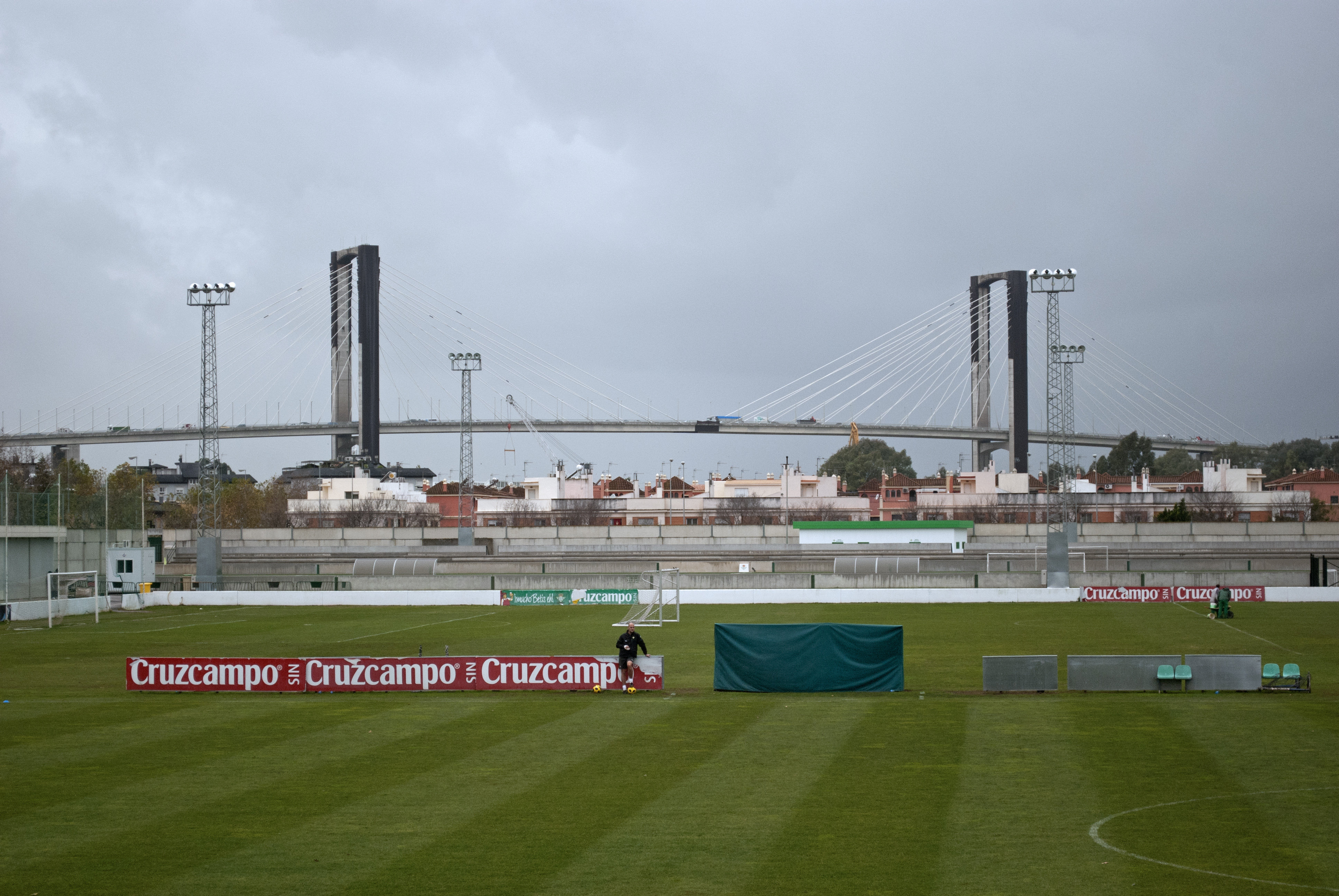
Imagen del Puente del Centenario desde la ciudad deportiva del Betis
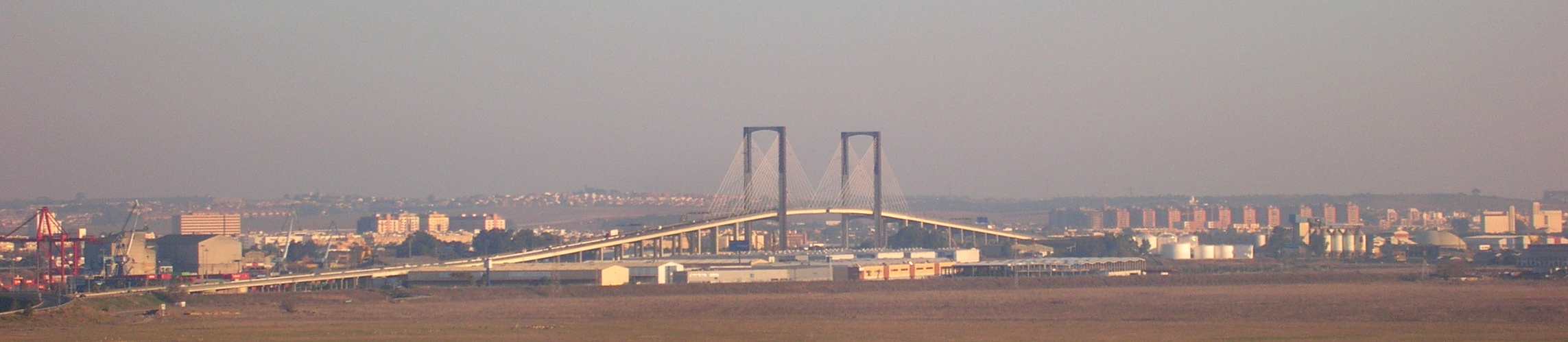
Vista del Puente del Centenario desde el Aljarafe